# Ла-Жарри (кантон)
Ла-Жарри (фр. La Jarrie) — кантон во Франции, находится в регионе Пуату — Шаранта. Департамент кантона — Приморская Шаранта. Входит в состав округа Ла-Рошель. Население кантона на 2006 год составляло 21 010 человек.
Код INSEE кантона 1710. Всего в кантон Ла-Жарри входят 14 коммун, из них главной коммуной является Ла-Жарри.

## Коммуны кантона
- Ане — население 270 чел.
- Бурнёф — население 1058 чел.
- Клавет — население 883 чел.
- Круа-Шапо — население 1063 чел.
- Ла-Жарн — население 2218 чел.
- Ла-Жарри — население 2790 чел.
- Монруа — население 628 чел.
- Сен-Кристоф — население 1108 чел.
- Сент-Суль — население 3223 чел.
- Сен-Медар-д’Они — население 1449 чел.
- Сен-Рогасьен — население 1808 чел.
- Сен-Вивьен — население 873 чел.
- Саль-сюр-Мер — население 1997 чел.
- Верин — население 1642 чел.